# 皮亚诺波利
皮亚诺波利（義大利語：Pianopoli），是意大利卡坦扎罗省的一个市镇。总面积24平方公里，人口2540人，人口密度105.8人/平方公里（2009年）。ISTAT代码为079096。